# José María González Hermosillo
José María Felipe González de Hermosillo y de Chávez (Jalostotitlán, Nueva Galicia, 2 de febrero de 1774- 1818) fue un novohispano que tomó parte en el bando insurgente durante la guerra de independencia de México.

## Semblanza biográfica
Nació en el Virreinato de Nueva España, hay fuentes que indican que era originario de Jalostotitlán en donde se localiza la casa donde supuestamente nació en la calle que tiene su nombre y otras que lo era de Zapotlán el Grande (ambos casos corresponden al actual estado de Jalisco, México) fue hijo legítimo de Andrés González de Hermosillo (aparentemente oriundo de San Juan de los Lagos) y Rosalía Chávez y Romero. Bautizado el 5 de febrero de 1774 en la parroquia del pueblo. Hacia el año de 1780, la familia González de Hermosillo se trasladó al puesto de Loreto, de la jurisdicción de Mexticacán. Se casó con la señorita Guadalupe Jiménez Jaure en 1792, ante el bachiller Juan Nepomuceno Báez.
En noviembre de 1810 decidió unirse al movimiento de independencia en Guadalajara. Miguel Gómez Portugal le extiende la comisión de extender la insurrección en Sonora y Sinaloa, expidiéndole el nombramiento de teniente coronel. El 18 de diciembre de ese año, González de Hermosillo logró su primera victoria al tomar la plaza de El Real del Rosario en Sinaloa, custodiada por más de mil hombres a las órdenes del coronel realista Pedro Villaescusa, a quien perdona la vida bajo promesa de no combatir a los insurgentes, y le confisca seis cañones y considerable material de guerra. El cura Hidalgo entonces, lo promueve a coronel de los ejércitos americanos. 
Para 1814, González de Hermosillo logra apoderarse del pueblo de Cuquío, al atacar al realista José Trinidad Landa, quien encabezaba la defensa, respaldado por más de mil hombres. Con este triunfo González de Hermosillo es elevado al grado de brigadier y comandante general de la provincia de la Nueva Galicia. Para 1817 el Congreso de Chilpancingo lo nombró comandante general de Nueva Galicia, como mariscal de campo, alcanzando uno de los más altos y honoríficos cargos de la carrera militar, como premio por su defensa a favor de la insurgencia.
En carta fechada en Cantera el 13 de marzo de 1818, el coronel Hermenegildo Revuelta, comandante de Lagos, dirigida al teniente coronel Francisco de Falla, comandante militar de la Villa de León, comunica, entre otros asuntos: “El indio Candelario mató a Hermosillo…”. El padre José María Uribe, el 1 de febrero de 1825, dejó constancia: “… murió a manos de un mal americano (ciudadano) por cumplir con la mayor eficacia las órdenes de dicho gobierno, acompañándole en la carrera militar sus dos hijos, los ciudadanos Marcos e Inés… sobresaliendo en entusiasmo e intrepidez por la libertad de la nación…”

## Hermosillo Sonora
Hermosillo es la ciudad capital del estado de Sonora en honor al personaje anteriormente descrito. El 5 de septiembre de 1828, siendo gobernador del Estado de Occidente (hoy Sonora y Sinaloa) don José María Gaxiola, el Congreso de dicha entidad expidió una ley fechada en Concepción de Álamos, que por ese tiempo era su capital y decreta que la Villa del Pitic cambiara de nombre por el de “Hermosillo” y tuviera categoría de ciudad, en memoria del mariscal de campo José María González de Hermosillo. 
El 14 de octubre de 1830, el Congreso de la Unión expidió la ley separando el Estado de Occidente en dos Estados que ahora son Sinaloa y Sonora. El 13 de marzo de 1831, el Congreso del Estado de Sonora decretó a la ciudad de Hermosillo, como capital del Estado.